# 川端理史
川端 理史（かわばた まさひと、1949年 - ）は、和歌山県出身の元アマチュア野球選手（投手）。

## 来歴・人物
箕島高等学校では、1966年秋季近畿大会県予選準々決勝に進むが、エース野上俊夫を擁する市立和歌山商に敗退。翌1967年夏の甲子園県予選は決勝に進出、しかしこれも市立和歌山商の野上に完封負けを喫し甲子園出場を逸する。
1968年に東海大学へ進学し野球部に所属。首都大学野球リーグでは在学中に6回優勝。3年時の1970年から上田二郎の後継としてエースとして活躍する。同70年秋季リーグでは最高殊勲選手、最優秀投手に選出された。続く第1回明治神宮野球大会でも決勝で中京大の榎本直樹に投げ勝ち、神宮大会初代優勝校となる。翌1971年秋季リーグでも最優秀投手、ベストナインに選出されたが、第2回明治神宮野球大会準決勝で4年山本和行投手の亜細亜大に0-1（延長10回）で敗れた。リーグ通算31試合登板、21勝5敗、118奪三振、防御率1.59。大学同期に二塁手の相本和則、2年下に垣野多鶴などがいた。
卒業後は住友金属に入社、主にリリーフとして起用される。1975年には都市対抗初登板、三協精機を相手に5回途中から好投し、延長10回の末に勝利投手となる。1979年の社会人野球日本選手権では高橋修二との継投で活躍し、準決勝では協和醱酵の津田恒美らに投げ勝つ。決勝も高橋をリリーフ、松下電器を完封し優勝を飾った。同大会の優秀選手賞を獲得する。1981年限りで現役引退。